# شهرستان مک‌کارمیک (کارولینای جنوبی)
شهرستان مک‌کارمیک، کارولینای جنوبی (به انگلیسی: McCormick County, South Carolina) یک سکونتگاه مسکونی در ایالات متحده آمریکا است که در کارولینای جنوبی واقع شده‌است.

## خصوصیات
شهرستان مک‌کارمیک ۱٬۰۲۰٫۴۶ کیلومترمربع مساحت دارد.